# 枝川公一
枝川 公一（えだかわ こういち、1940年11月12日 - 2014年8月15日）は、日本のノンフィクション作家、ルポライター、翻訳家。

## 略歴
東京向島生まれ。東京外国語大学卒業後、出版社（光文社）勤務を経てライターとして独立し、下町や酒場などを歩いて探訪するノンフィクション作品、アメリカやアジアの文化と社会のルポなどを発表した。
2014年8月15日、肺気腫のため東京都墨田区の病院で死去（死因は敗血症とも）。73歳没。

## 著書
- 『USA・休養型社会への出発』（誠文堂新光社） 1972
- 『なんとかしなくちゃ アメリカをゆるがす生き方革命』（主婦と生活社、21世紀ブックス） 1973
- 『アメリカをゆるがす若者革命 こんな世の中だからときにはまじめに生き方について考えよう』（主婦と生活社、21世紀ブックス） 1974
- 『アメリカ西海岸プレイ時刻表』（二見書房） 1979
- 『サンフランシスコ 旅の雑学ノート』（ダイヤモンド社） 1979、のち新潮文庫
- 『都市の歩き方』（北斗出版） 1979
- 『ニューヨークプレイ時刻表』（二見書房） 1980
- 『人間と都市 ルポルタージュ 東京・大阪・大分 - 快適なシティ・ライフとは何か』（サンケイ出版） 1980
- 『開けてみればアメリカン 手ざわりのアメリカ論』（パシフィカ） 1981、のち旺文社文庫
- 『神戸・上野浅草・ニューヨーク ルポルタージュ 人間と都市part2』（サンケイ出版） 1981
- 『ニューヨークの読み方』（ごま書房、ゴマブックス） 1981
- 『プレイン・ハワイ』（二見書房） 1981
- 『上海読本』（西北社） 1983
- 『街は不思議である』（PHP研究所） 1983
- 『英雄は帰ってきたか アメリカ人のヴェトナム戦争症候群』（講談社） 1985
- 『アメリカ風俗マップ』（旺文社文庫） 1986
- 『ジョン・レノンを探して 銀座の旅ノート』（文芸春秋） 1986、のち改題『今日も銀座へ行かなくちゃ』（講談社文庫）
- 『ペーパーバック入門』（講談社現代新書） 1986
- 『シンガポールの街頭理髪店』（講談社） 1988
- 『都市の体温』（井上書院） 1988
- 『ふりむけば下町があった』（新潮社） 1988
- 『香港読本』（西北社） 1988
- 『大統領はアメリカン 世界を動かす政治マシーン』（集英社） 1989
- 『街を歩けば明日が見える 情報感度の高め方』（ごま書房、ゴマセレクト） 1989
- 『東京読本』（西北社） 1991
- 『アラバマ発・NY経由・ワイオミング行き On the road,USA』（講談社） 1992
- 『売れる商い・儲かる商い ビジネス・チャンスをつかむ107のヒント』（太陽企画出版） 1992
- 『東京暮らし覚え書き おとなのための都市論』（はる書房） 1992
- 『現代アメリカ犯罪全書』（光文社） 1993
- 『続・東京暮らし覚え書き (新東京とどう付き合うか)』（はる書房） 1993
- 『東京はいつまで東京でいつづけるか』（講談社） 1993
- 『大阪・大探検』（潮出版社） 1994
- 『覚悟のパソコン!』（講談社） 1996
- 『ニューヨーク世紀末 究極の人種都市はどこへゆくのか』（光文社） 1996
- 『全地球食堂 <東京>エスニックガイド』（夏目書房） 1997
- 『香港24時 混沌都市のしたたかな人々』（マガジンハウス） 1997
- 『私家版アメリカ語感辞典 A book of American imagery』（研究社出版） 1998
- 『東京のbar』（プレジデント社） 1998
- 『街は国境を越える 東京在住外国人18の証言』（都市出版） 1998
- 『E-メールのある暮らし E-mail diary』（出窓社） 1999
- 『シリコン・ヴァレー物語 受けつがれる起業家精神』（中公新書） 1999
- 『巨人ドラッカーの真髄 変貌する世界の明日を読む』（太陽企画出版） 2000、のち改題『これならわかる! ドラッカー思考』（PHP文庫）
- 『銀座四丁目交差点』（二見書房） 2000
- 『東京下町とっておきの人びと』（中央公論新社） 2000
- 『IT革命は幻想なんかじゃない』（太陽企画出版） 2001
- 『日本マティーニ伝説 トップ・バーテンダー今井清の技』（小学館文庫） 2001
- 『新・東京のbar』（プレジデント社） 2002
- 『メールのためのe文章入門』（朝日出版社） 2002
- 『多摩一日の行楽』（萩原宏美写真、ネット武蔵野） 2004
- 『バーのある人生』（中公新書） 2006
- 『ウェーヴ・ザ・フラッグ - 東京発のアメリカ通信』（大日本印刷ICC本部） 2011
- 『ぼくらの瀕死のデモクラシー』（芸術新聞社） 2012

### 共編著
- 『地球を歩くガイドブック 日本脱出あなたの番』（編、二見書房） 1977
- 『ニューヨーク 街を読む』（平松由美共著、ワールドフォトプレス、シティ・ウォーキング・ブック） 1982
- 『アメリカ出来事ファイル』（編著、冬樹社） 1983
- 『アメリカ情報コレクション』（川本三郎, 常盤新平ら共著、講談社現代新書） 1984

フューチャリストの項などを担当
- 『9月11日・メディアが試された日 TV・新聞・インターネット』（外岡秀俊, 室謙二共編著、「本とコンピュータ」編集室編、大日本印刷ICC本部） 2002
- 『戦時化する世界』（編著、太陽企画出版） 2003

## 翻訳
- 『ブラックパンサー』（ジーン・マリーン、二見書房） 1970
- 『少年は虹を渡る ハロルドとモード』（コリン・ヒギンズ、二見書房） 1972
- 『自転車に乗って』（ジョン・B・シュワルツ、ティビーエス・ブリタニカ） 1991
- 『アウト・オブ・マインド』（J・ベルンレフ、ディーエイチシー） 1996